# Уилан, Джеймс
Джеймс («Джимми») Уилан (англ. James Whelan; род. 11 июля 1996, Мельбурн, Австралия) — австралийский профессиональный шоссейный велогонщик, выступающий за команду мирового тура «EF Pro Cycling».

## Достижения
2017
3-й Тур Тасмании — Генеральная классификация
2018
1-й  Чемпион Океании — Групповая гонка U23
1-й Тур Фландрии U23
2-й Чемпионат Австралии — Групповая гонка U23
2-й  Чемпион Океании — Групповая гонка